# Planinska jama
Planinska jama (nekdaj Malograjska jama) spada med najdaljše slovenske jame. Vhod v jamo je v zatrepni dolini pod 65 m visoko pečino v jugozahodnem delu Planinskega polja. V jami je 500 m od vhoda sotočje rek Pivke, ki teče iz Postojnskega polja skozi Postojnsko jamo, in Raka, ki teče iz Rakovega Škocjana. Od sotočja teče voda kot reka Unica na Planinsko polje.
Sotočje reke Pivke in reke Rak je eno največjih sotočij podzemnih rek v Evropi.